# George O’Malley
George O’Malley – fikcyjna postać serialu Chirurdzy (ang. „Grey's Anatomy”) amerykańskiej stacji ABC. George w serialu grany jest przez T.R. Knighta. Ma około 30 lat. Jest rezydentem na chirurgii w szpitalu Seattle Grace.
George wychował się w katolickiej rodzinie.

## Historia postaci
George jest stażystą na oddziale chirurgii szpitala Seattle Grace. W pierwszym odcinku, Alex Karev nadał mu ksywę 007, ponieważ zapomniał, co ma zrobić podczas swojej pierwszej operacji. Jedną z jego kolejnych ksyw jest 'Irlandczyk' (został tak nazwany, ponieważ jedna z pacjentek stwierdziła, że ma irlandzki chód i akcent) oraz Bambi (ksywka nadana przez Cristinę Yang) Jego pierwszą dziewczyną była pielęgniarka Olivia, od której zaraził się syfilisem. Przez długi czas zakochany w Meredith Grey, od ich pierwszego spotkania. Po ich wspólnej nocy ucierpiała ich przyjaźń. Wtedy zaczął spotykać się z dr Callie Torres, chirurgiem ortopedycznym, ale jego skłonność do przedkładania swoich przyjaciół ponad związek, spowodowała przerwanie związku. W czasie rozstania, Callie przespała się z Markiem Sloanem. Podczas wypadu do lasu, George zauważył drżenie rąk doktora Burke. Poinformował o swoich podejrzeniach Cristinę, po zdiagnozowaniu u jego ojca raka przełyku oraz uszkodzenia zastawki sercowej, które wymagały operacyjnego leczenia. Zaniepokojony obecnymi chirurgicznymi możliwościami Prestona, skontaktował się z doktor Ericą Hahn, by to ona przeprowadziła operacje wymiany zastawek u jego ojca. Jego związek z Callie został dodatkowo nadszarpnięty, gdy dowiedział się o jej zdradzie ze Sloanem, ale wraz z pogarszającym się stanem jego ojca, powoli pozwalał Callie wstępować w swoje życie. Decyzja o odłączeniu ojca od urządzeń podtrzymujących jego życie, spowodowana ciężkim i nieodwracalnym stanem po operacjach, była wyjątkowo bolesna i niszcząca dla George’a. By uśmierzyć ból po stracie ojca, George stał się „seks maszyną” powodując u Callie spore zakłopotanie. Później powiedział jej, że będzie szczęśliwy żyjąc z nią i że ją kocha. Oświadczył się jej, a następnie poślubił w Las Vegas. Po jednej z kłótni z Callie, zdradził ją z Izzie. Nie pamiętał jednak wydarzeń z nocy, ze względu na zbyt dużą ilość wypitego alkoholu. Dopiero podczas rozmowy z ojcem Callie, przypomina sobie wydarzenia z Izzie. Postanawia nie mówić o tym Callie. Za pierwszym razem nie zdał egzaminu końcowego i ponownie odbywał staż, jednak po kilku tygodniach szef chirurgii pozwolił mu ponownie zdawać test, w efekcie George zdał test i został rezydentem. W 5. sezonie ginie, ratując kobietę spod nadjeżdżającego autobusu, samemu się pod niego rzucając. Przez obrażenia jakie poniósł, nie można go było rozpoznać. Dopiero, gdy napisał „007" palcem, na ręce Meredith, okazuje się, że to rzeczywiście on. Przed tym zdarzeniem, zamierzał wstąpić do armii, jako chirurg urazowy.
Często jeden z najbardziej emocjonalnych stażystów, czasami sprzecza się z innymi mimo bardzo pozytywnej osobowości. Mimo braku pewności siebie, dowiódł swojego talentu chirurgicznego. George skończył Oregon Health and Sciences University.